# Playoffs NBA 2003
Los Playoffs de la NBA de 2003 fueron el torneo final de la temporada 2002-03 de la NBA.
El campeón fue San Antonio Spurs (Conferencia Oeste) que derrotó al ganador de la Conferencia Este, New Jersey Nets por un resultado total de 4 a 2.
El MVP de las Finales fue Tim Duncan de los San Antonio Spurs.

## Resumen
Estos playoffs se destacaron por ser los primeros en los cuales todas las rondas se jugaban a siete partidos, desde 1984 hasta 2002 la primera ronda siempre se había jugado al mejor de cinco encuentros. Los Detroit Pistons alcanzaron las finales de la Conferencia Este por primera vez desde que Isiah Thomas y Joe Dumars perdieran 4 - 0 en 1991 ante los Chicago Bulls que conseguirían el primero de sus tres anillos consecutivos. Por otra parte Dallas Mavericks consiguieron alcanzar las finales de conferencia por primera vez desde el año 1988.

## Clasificación Playoff

### Conferencia Este
Detroit Pistons consiguieron el mejor récord de la Conferencia Este y tuvieron la ventaja de campo durante todos los partidos de ésta.
A continuación se muestran la lista de los equipos clasificados en la Conferencia Este:
1. Detroit Pistons (líder de la división Central)
2. New Jersey Nets (líder de la división del Atlántico)
3. Indiana Pacers
4. Philadelphia 76ers
5. New Orleans Hornets
6. Boston Celtics
7. Milwaukee Bucks
8. Orlando Magic

### Conferencia Oeste
San Antonio Spurs al poseer el mejor récord de la NBA fue hasta las finales con la ventaja de campo en su poder.
A continuación se muestran la lista de los equipos clasificados en la Conferencia Oeste:
1. San Antonio Spurs (líder de la división del Medio Oeste)
2. Sacramento Kings (líder de la división del Pacífico)
3. Dallas Mavericks
4. Minnesota Timberwolves
5. Los Angeles Lakers
6. Portland Trail Blazers
7. Utah Jazz
8. Phoenix Suns

## Tabla
|  | Primera Ronda     | Primera Ronda | Primera Ronda |   |              | Semifinales de Conferencia | Semifinales de Conferencia | Semifinales de Conferencia |  |    | Final de Conferencia | Final de Conferencia | Final de Conferencia |  |    | Finales de la NBA | Finales de la NBA | Finales de la NBA |
|  |                   |               |               |   |              |                            |                            |                            |  |    |                      |                      |                      |  |    |                   |                   |                   |
|  | E1                | *Detroit      | 4             |   |              |                            |                            |                            |  |    |                      |                      |                      |  |    |                   |                   |                   |
|  | E8                | Orlando       | 3             |   |              |                            |                            |                            |  |    |                      |                      |                      |  |    |                   |                   |                   |
|  | E8                | Orlando       | 3             |   | E1           | *Detroit                   | 4                          |                            |  |    |                      |                      |                      |  |    |                   |                   |                   |
|  |                   |               |               |   | E1           | *Detroit                   | 4                          |                            |  |    |                      |                      |                      |  |    |                   |                   |                   |
|  |                   | E4            | Philadelphia  | 2 |              |                            |                            |                            |  |    |                      |                      |                      |  |    |                   |                   |                   |
|  | E4                | E4            | Philadelphia  | 2 | Philadelphia | 4                          |                            |                            |  |    |                      |                      |                      |  |    |                   |                   |                   |
|  | E4                |               |               |   | Philadelphia | 4                          |                            |                            |  |    |                      |                      |                      |  |    |                   |                   |                   |
|  | E5                | New Orleans   | 2             |   |              |                            |                            |                            |  |    |                      |                      |                      |  |    |                   |                   |                   |
|  | E5                | New Orleans   | 2             |   |              |                            |                            |                            |  | E1 | *Detroit             | 0                    |                      |  |    |                   |                   |                   |
|  | Conferencia Este  |               |               |   |              |                            |                            |                            |  | E1 | *Detroit             | 0                    |                      |  |    |                   |                   |                   |
|  |                   | E2            | *New Jersey   | 4 |              |                            |                            |                            |  |    |                      |                      |                      |  |    |                   |                   |                   |
|  | E3                | E2            | *New Jersey   | 4 | Indiana      | 2                          |                            |                            |  |    |                      |                      |                      |  |    |                   |                   |                   |
|  | E3                |               |               |   | Indiana      | 2                          |                            |                            |  |    |                      |                      |                      |  |    |                   |                   |                   |
|  | E6                | Boston        | 4             |   |              |                            |                            |                            |  |    |                      |                      |                      |  |    |                   |                   |                   |
|  | E6                | Boston        | 4             |   | E6           | Boston                     | 0                          |                            |  |    |                      |                      |                      |  |    |                   |                   |                   |
|  |                   |               |               |   | E6           | Boston                     | 0                          |                            |  |    |                      |                      |                      |  |    |                   |                   |                   |
|  |                   | E2            | *New Jersey   | 4 |              |                            |                            |                            |  |    |                      |                      |                      |  |    |                   |                   |                   |
|  | E2                | E2            | *New Jersey   | 4 | *New Jersey  | 4                          |                            |                            |  |    |                      |                      |                      |  |    |                   |                   |                   |
|  | E2                |               |               |   | *New Jersey  | 4                          |                            |                            |  |    |                      |                      |                      |  |    |                   |                   |                   |
|  | E7                | Milwaukee     | 2             |   |              |                            |                            |                            |  |    |                      |                      |                      |  |    |                   |                   |                   |
|  | E7                | Milwaukee     | 2             |   |              |                            |                            |                            |  |    |                      |                      |                      |  | E2 | *New Jersey       | 2                 |                   |
|  |                   |               |               |   |              |                            |                            |                            |  |    |                      |                      |                      |  | E2 | *New Jersey       | 2                 |                   |
|  |                   | O1            | *San Antonio  | 4 |              |                            |                            |                            |  |    |                      |                      |                      |  |    |                   |                   |                   |
|  | O1                | O1            | *San Antonio  | 4 | *San Antonio | 4                          |                            |                            |  |    |                      |                      |                      |  |    |                   |                   |                   |
|  | O1                |               |               |   | *San Antonio | 4                          |                            |                            |  |    |                      |                      |                      |  |    |                   |                   |                   |
|  | O8                | Phoenix       | 2             |   |              |                            |                            |                            |  |    |                      |                      |                      |  |    |                   |                   |                   |
|  | O8                | Phoenix       | 2             |   | O1           | San Antonio                | 4                          |                            |  |    |                      |                      |                      |  |    |                   |                   |                   |
|  |                   |               |               |   | O1           | San Antonio                | 4                          |                            |  |    |                      |                      |                      |  |    |                   |                   |                   |
|  |                   | O5            | LA Lakers     | 2 |              |                            |                            |                            |  |    |                      |                      |                      |  |    |                   |                   |                   |
|  | O4                | O5            | LA Lakers     | 2 | Minnesota    | 2                          |                            |                            |  |    |                      |                      |                      |  |    |                   |                   |                   |
|  | O4                |               |               |   | Minnesota    | 2                          |                            |                            |  |    |                      |                      |                      |  |    |                   |                   |                   |
|  | O5                | LA Lakers     | 4             |   |              |                            |                            |                            |  |    |                      |                      |                      |  |    |                   |                   |                   |
|  | O5                | LA Lakers     | 4             |   |              |                            |                            |                            |  | O1 | San Antonio          | 4                    |                      |  |    |                   |                   |                   |
|  | Conferencia Oeste |               |               |   |              |                            |                            |                            |  | O1 | San Antonio          | 4                    |                      |  |    |                   |                   |                   |
|  |                   | O3            | Dallas        | 2 |              |                            |                            |                            |  |    |                      |                      |                      |  |    |                   |                   |                   |
|  | O3                | O3            | Dallas        | 2 | Mavericks    | 4                          |                            |                            |  |    |                      |                      |                      |  |    |                   |                   |                   |
|  | O3                |               |               |   | Mavericks    | 4                          |                            |                            |  |    |                      |                      |                      |  |    |                   |                   |                   |
|  | O6                | Portland      | 3             |   |              |                            |                            |                            |  |    |                      |                      |                      |  |    |                   |                   |                   |
|  | O6                | Portland      | 3             |   | O3           | Dallas                     | 4                          |                            |  |    |                      |                      |                      |  |    |                   |                   |                   |
|  |                   |               |               |   | O3           | Dallas                     | 4                          |                            |  |    |                      |                      |                      |  |    |                   |                   |                   |
|  |                   | O2            | *Sacramento   | 3 |              |                            |                            |                            |  |    |                      |                      |                      |  |    |                   |                   |                   |
|  | O2                | O2            | *Sacramento   | 3 | *Sacramento  | 4                          |                            |                            |  |    |                      |                      |                      |  |    |                   |                   |                   |
|  | O2                |               |               |   | *Sacramento  | 4                          |                            |                            |  |    |                      |                      |                      |  |    |                   |                   |                   |
|  | O7                | Utah          | 1             |   |              |                            |                            |                            |  |    |                      |                      |                      |  |    |                   |                   |                   |

* - Campeón de división

Negrita- Ganador de las series

Cursiva- Equipo con ventaja de campo